# Galianthe kempffiana
Galianthe kempffiana är en måreväxtart som beskrevs av Elsa Leonor Cabral. Galianthe kempffiana ingår i släktet Galianthe och familjen måreväxter. Inga underarter finns listade i Catalogue of Life.